# Municipio de Oneida (condado de Tama)
El municipio de Oneida (en inglés: Oneida Township) es un municipio ubicado en el condado de Tama en el estado estadounidense de Iowa. En el año 2010 tenía una población de 439 habitantes y una densidad poblacional de 4,67 personas por km².

## Geografía
El municipio de Oneida se encuentra ubicado en las coordenadas 42°4′47″N 92°21′27″O / 42.07972, -92.35750. Según la Oficina del Censo de los Estados Unidos, el municipio tiene una superficie total de 93.98 km², de la cual 93,98 km² corresponden a tierra firme y (0 %) 0 km² es agua.

## Demografía
Según el censo de 2010, había 439 personas residiendo en el municipio de Oneida. La densidad de población era de 4,67 hab./km². De los 439 habitantes, el municipio de Oneida estaba compuesto por el 96,13 % blancos, el 0,23 % eran amerindios, el 0,23 % eran asiáticos, el 2,28 % eran de otras razas y el 1,14 % eran de una mezcla de razas. Del total de la población el 4,33 % eran hispanos o latinos de cualquier raza.